# Fusil Werndl-Holub
El Werndl-Holub M1867, designado oficialmente Infanterie uns Jägergewehr Modell 1867, era un fusil de retrocarga adoptado por el Ejército austrohúngaro en julio de 1867. Reemplazó al Wänzl, que era una conversión a retrocarga del fusil de avancarga Lorenz.

## Historia y desarrollo

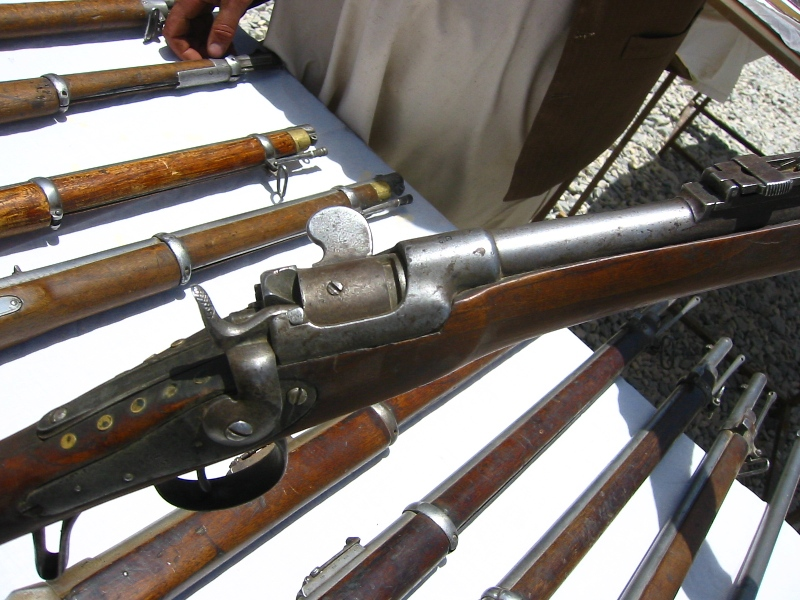
Detalle del cerrojo del Werndl-Holub.

Josef Werndl (1831–1889) y Karel Holub (1830–1903) diseñaron y patentaron este fusil; más tarde Werndl compró todos los derechos.
La ŒWG (Österreichische Waffenfabriksgesellschaft) produjo el Werndl-Holub calibrado para el cartucho 11mm scharfe Patrone M.67 (11 x 42 R). En 1877, el ejército modificó los Werndl-Holub supervivientes para emplear el cartucho con casquillo abotellado 11 mm scharfe Patrone M.77 (11 x 58 R).
En 1867, el Ejército austrohúngaro ordenó 611.000 unidades del nuevo fusil. El primer lote de 100.000 fusiles costó 5 millones de florines, o 50 florines cada fusil. El Ejército recibió un presupuesto de 14 millones de florines en 1868 para comprar fusiles Werndl y cartuchos. El presupuesto se redujo a 1 millón en 1869. En consecuencia, para noviembre de 1870 solamente se habían producido 316.650 fusiles Werndl y el Ejército todavía necesitaba 302.810 fusiles adicionales para cubrir las necesidades de las tropas regulares, sin tomar en cuenta las exigencias del Imperial-Real Landwehr y el Real Honvédség Húngaro. En febrero de 1873, el ministro de guerra Franz Kuhn von Kuhnenfeld declaró que se necesitaban 370.000 fusiles Werndl adicionales para el Ejército.
A pesar de que el Werndl-Holub era obsoleto para la Primera Guerra Mundial, el Ejército austrohúngaro suministró fusiles Werndl-Holub a las unidades de retaguardia a fin de dotar de más fusiles modernos a las de primera línea.

## Usuarios
- Imperio austrohúngaro
- Argentina (uso limitado)[7][8]
- Emirato de Afganistán[9]
- Etiopía[10]
- Persia[11]
- Polonia[12][13][14]
- Principado de Albania[15]
- Principado de Montenegro
- Reino de Yugoslavia[16]